# Takeo Wakabayashi
Takeo Wakabayashi (en japonès: 若林竹雄, Wakabayashi Takeo; Prefectura de Hyōgo, Imperi Japonès, 29 d'agost de 1907 - Districte de Mukogu, Imperi Japonès, 7 d'agost de 1937) va ser un futbolista japonès.

## Selecció japonesa
Takeo Wakabayashi va disputar 2 partits amb la selecció japonesa.